# De eerste keer
De eerste keer is een single van Maxine en Franklin Brown. De titel moet meer gelezen worden als "Als de eerste keer", aangezien het een weerzien betreft. De B-kant is de Engelstalige versie.

## Achtergrond
Na het debacle van het Eurovisiesongfestival 1994, waar Willeke Alberti ten onder ging met Waar is de zon, mocht Nederland niet meedoen met de versie 1995. Tijdens het Nationaal Songfestival 1996 werden alle registers opengetrokken voor de deelname aan versie 1996. Er waren vijf voorronden met elk een eigen artiest, die drie liedjes mocht zingen. Tijdens de eindronde mochten de artiesten opnieuw optreden met het winnende liedje van de drie. Uiteindelijk won het gelegenheidsduo Maxine en Franklin Brown met De eerste keer. Ze werden zevende van de drieëntwintig op het songfestival.
Schrijvers Piet Souer en Peter van Asten hadden al (los van elkaar) liedjes geschreven voor het songfestival. De opnamen vonden plaats in de Wisseloord Studio's. Op de platenhoes stond het duo afgebeeld, gestyled door Leco van Zadelhoff en gefotografeerd door Nick van Ormondt.

## Hitnoteringen

### Nederlandse Top 40
Het nummer werd uitgeroepen tot Alarmschijf.
| Hitnotering: 20-04-1996 t/m 29-06-1996 | Hitnotering: 20-04-1996 t/m 29-06-1996 | Hitnotering: 20-04-1996 t/m 29-06-1996 | Hitnotering: 20-04-1996 t/m 29-06-1996 | Hitnotering: 20-04-1996 t/m 29-06-1996 | Hitnotering: 20-04-1996 t/m 29-06-1996 | Hitnotering: 20-04-1996 t/m 29-06-1996 | Hitnotering: 20-04-1996 t/m 29-06-1996 | Hitnotering: 20-04-1996 t/m 29-06-1996 | Hitnotering: 20-04-1996 t/m 29-06-1996 | Hitnotering: 20-04-1996 t/m 29-06-1996 | Hitnotering: 20-04-1996 t/m 29-06-1996 | Hitnotering: 20-04-1996 t/m 29-06-1996 |
| Week:                                  | 1                                      | 2                                      | 3                                      | 4                                      | 5                                      | 6                                      | 7                                      | 8                                      | 9                                      | 10                                     | 11                                     |                                        |
| -------------------------------------- | -------------------------------------- | -------------------------------------- | -------------------------------------- | -------------------------------------- | -------------------------------------- | -------------------------------------- | -------------------------------------- | -------------------------------------- | -------------------------------------- | -------------------------------------- | -------------------------------------- | -------------------------------------- |
| Positie:                               | 24                                     | 15                                     | 14                                     | 14                                     | 12                                     | 11                                     | 6                                      | 6                                      | 11                                     | 18                                     | 32                                     | uit                                    |

### Mega Top 50
Ze werden gestuit door Captain Jack met Drill instructor en Los del Rio met Macarena.
| Hitnotering: 20-04-1996 t/m 06-07-1996 | Hitnotering: 20-04-1996 t/m 06-07-1996 | Hitnotering: 20-04-1996 t/m 06-07-1996 | Hitnotering: 20-04-1996 t/m 06-07-1996 | Hitnotering: 20-04-1996 t/m 06-07-1996 | Hitnotering: 20-04-1996 t/m 06-07-1996 | Hitnotering: 20-04-1996 t/m 06-07-1996 | Hitnotering: 20-04-1996 t/m 06-07-1996 | Hitnotering: 20-04-1996 t/m 06-07-1996 | Hitnotering: 20-04-1996 t/m 06-07-1996 | Hitnotering: 20-04-1996 t/m 06-07-1996 | Hitnotering: 20-04-1996 t/m 06-07-1996 | Hitnotering: 20-04-1996 t/m 06-07-1996 | Hitnotering: 20-04-1996 t/m 06-07-1996 |
| Week:                                  | 1                                      | 2                                      | 3                                      | 4                                      | 5                                      | 6                                      | 7                                      | 8                                      | 9                                      | 10                                     | 11                                     | 12                                     |                                        |
| -------------------------------------- | -------------------------------------- | -------------------------------------- | -------------------------------------- | -------------------------------------- | -------------------------------------- | -------------------------------------- | -------------------------------------- | -------------------------------------- | -------------------------------------- | -------------------------------------- | -------------------------------------- | -------------------------------------- | -------------------------------------- |
| Positie:                               | 40                                     | 23                                     | 16                                     | 12                                     | 7                                      | 4                                      | 3                                      | 3                                      | 9                                      | 18                                     | 26                                     | 45                                     | uit                                    |

1956: De vogels van Holland / Voorgoed voorbij · 1957: Net als toen · 1958: Heel de wereld · 1959: 'n Beetje · 1960: Wat een geluk · 1961: Wat een dag · 1962: Katinka · 1963: Een speeldoos · 1964: Jij bent mijn leven · 1965: 't Is genoeg · 1966: Fernando en Filippo · 1967: Ring-dinge-ding · 1968: Morgen · 1969: De troubadour · 1970: Waterman · 1971: Tijd · 1972: Als het om de liefde gaat · 1973: De oude muzikant · 1974: Ik zie een ster · 1975: Ding-a-dong · 1976: The party's over · 1977: De mallemolen · 1978: 't Is O.K. · 1979: Colorado · 1980: Amsterdam · 1981: Het is een wonder · 1982: Jij en ik · 1983: Sing me a song · 1984: Ik hou van jou · 1986: Alles heeft ritme · 1987: Rechtop in de wind · 1988: Shangri-la · 1989: Blijf zoals je bent · 1990: Ik wil alles met je delen · 1992: Wijs me de weg · 1993: Vrede · 1994: Waar is de zon · 1996: De eerste keer · 1997: Niemand heeft nog tijd · 1998: Hemel en aarde · 1999: One good reason · 2000: No goodbyes · 2001: Out on my own · 2003: One more night · 2004: Without you · 2005: My impossible dream · 2006: Amambanda · 2007: On top of the world · 2008: Your heart belongs to me · 2009: Shine · 2010: Ik ben verliefd (sha-la-lie) · 2011: Never alone · 2012: You and me · 2013: Birds · 2014: Calm after the storm · 2015: Walk along · 2016: Slow down · 2017: Lights and shadows · 2018: Outlaw in 'em · 2019: Arcade · 2020: Grow · 2021: Birth of a new age · 2022: De diepte · 2023: Burning daylight · 2024: Europapa